# Географія Тунісу
Туніс — північноафриканська країна, що знаходиться на крайній півночі континенту . Загальна площа країни 163 610 км² (93-тє місце у світі), з яких на суходіл припадає 155 360 км², а на поверхню внутрішніх вод — 8 250 км². Найменша за площею арабська держава Північної Африки. Площа країни у 4 рази менша за площу України. 

## Етимологія
Офіційна назва — Республіка Туніс, Туніс (араб. تونس — Ель-Джумухірія ет-Тунісія, Туніс). Назва країни походить від однойменної назви її столиці, міста Туніса. Назва міста виводиться від назви давнього міста Тінес, передмістя Карфагена, названого на честь фінікійської богині Місяця — Таніт. Можливо від зарабізованого берберського слова «енс», що означає лежати.

## Географічне положення

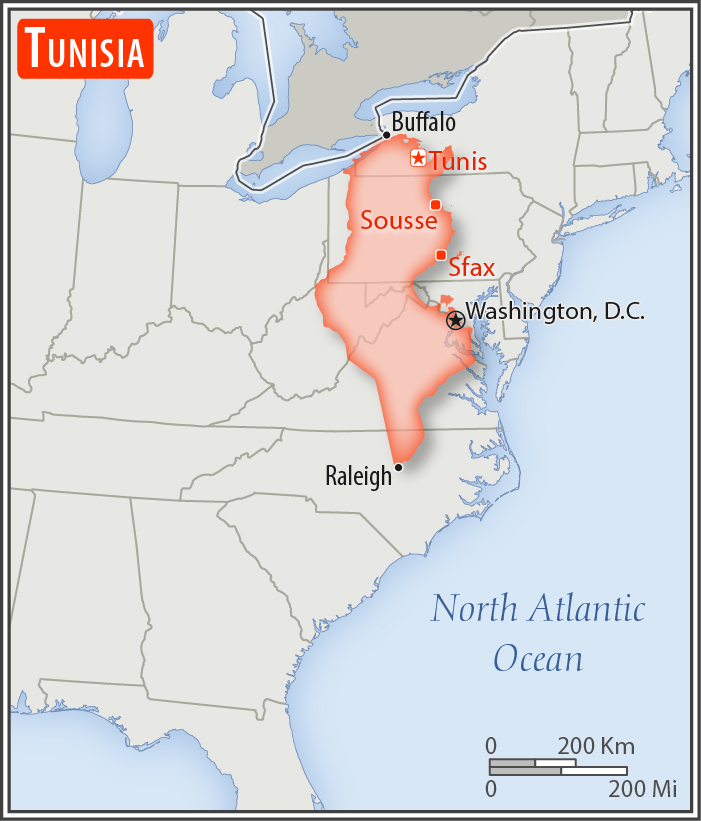
Порівняння розмірів території Тунісу та США

Туніс — північноафриканська країна, що межує з двома іншими країнами: на заході — з Алжиром (спільний кордон — 1034 км), на сході — Лівією (461 км). Загальна довжина державного кордону — 1495 км. Туніс на півночі й сході омивається водами Середземного моря Атлантичного океану. Загальна довжина морського узбережжя 1148 км.
Згідно з Конвенцією Організації Об'єднаних Націй з морського права (UNCLOS) 1982 року, протяжність територіальних вод країни встановлено в 12 морських миль (22,2 км). Прилегла зона, що примикає до територіальних вод, в якій держава може здійснювати контроль необхідний для запобігання порушень митних, фіскальних, імміграційних або санітарних законів простягається на 24 морські милі (44,4 км) від узбережжя (стаття 33). Виключна економічна зона встановлена на відстань 12 морських миль (22,2 км).

### Час
Час у Тунісі: UTC+1 (-1 година різниці часу з Києвом).

## Рельєф
Середні висоти — 246 м; найнижча точка — Шотт-ель-Гарса (-17 м); найвища точка — гора Джебель-еш-Шамбі (1544 м), неподалік від перевалу Кассерін в західній частині Туніського хребта. Країна розташована на приморських рівнинах, в східній частині Атлаських гір, і північній частині пустелі Сахара. 
Північне узбережжя Тунісу зайнято вузькою низовиною озера Бізерта з однойменним портом. Південніше тягнеться декілька відрогів Атлаських гір з родючими долинами. Середні висоти 900—1200 м над рівнем моря. Хребти розташовуються в напрямі з південного заходу на північний схід і знижуються по мірі наближення до берега. Між хребтами Крумірія і Могодс протікає річка Меджерда, що впадає в Туніську затоку. Досягаючи моря, гори утворять півострови, розділені затоками. Найбільший з півостровів закінчується мисом Ет-Тіб, що обмежує з півдня Туніську затоку, яка являє собою зручну природну гавань. 
На південь від Атласу рельєф Тунісу являє собою плато, що поступово знижується від відмітки приблизно 600 м над рівнем моря на кордоні з Алжиром до рівнини туніського Сахелю в центральній частині країни. У цьому басейні знаходиться декілька безстічних солончакових западин (шоти) глибиною до 23 м нижче рівня моря. Далі на південь рельєф знову підвищується, досягаючи позначки 300 м над рівнем моря поруч з лівійським кордоном.
Східне узбережжя на південь від мису Ет-Тіб в основному низовинне і піщане, з двома великими затоками — Хаммамет і Габес. Неподалік від берега знаходяться декілька великих островів, у тому числі Джерба і архіпелаг Керкенна.

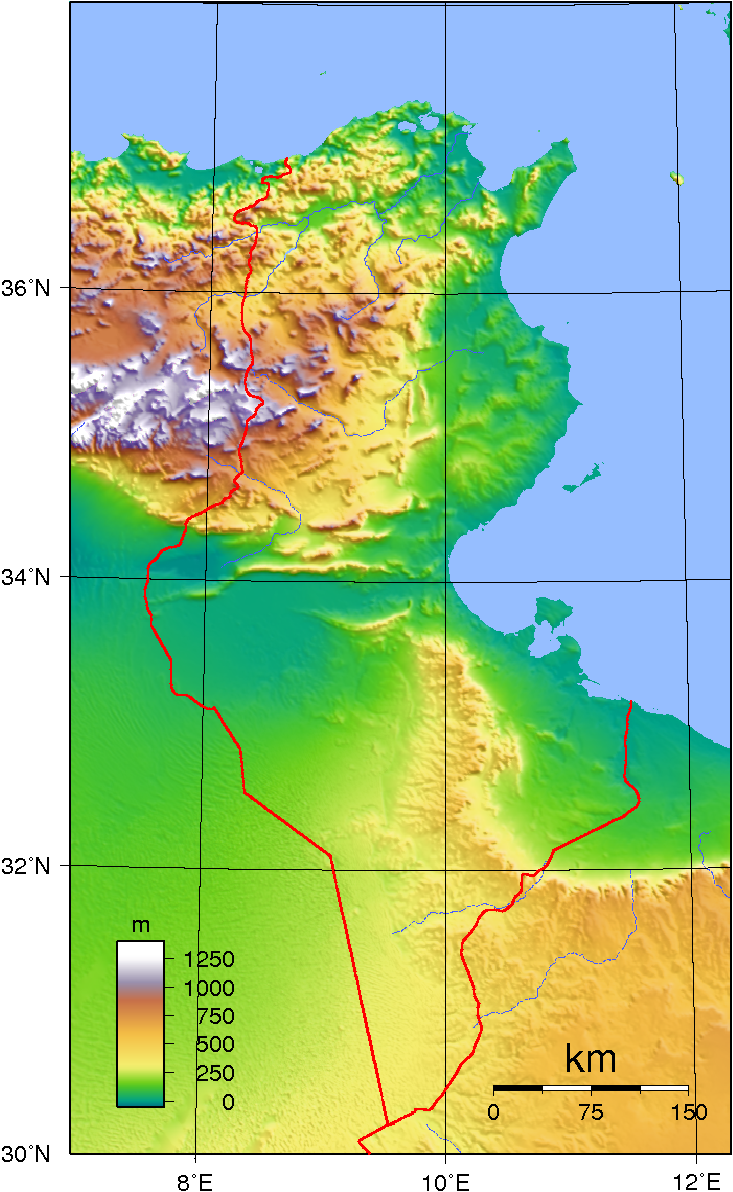
Гіпсометрична карта Тунісу
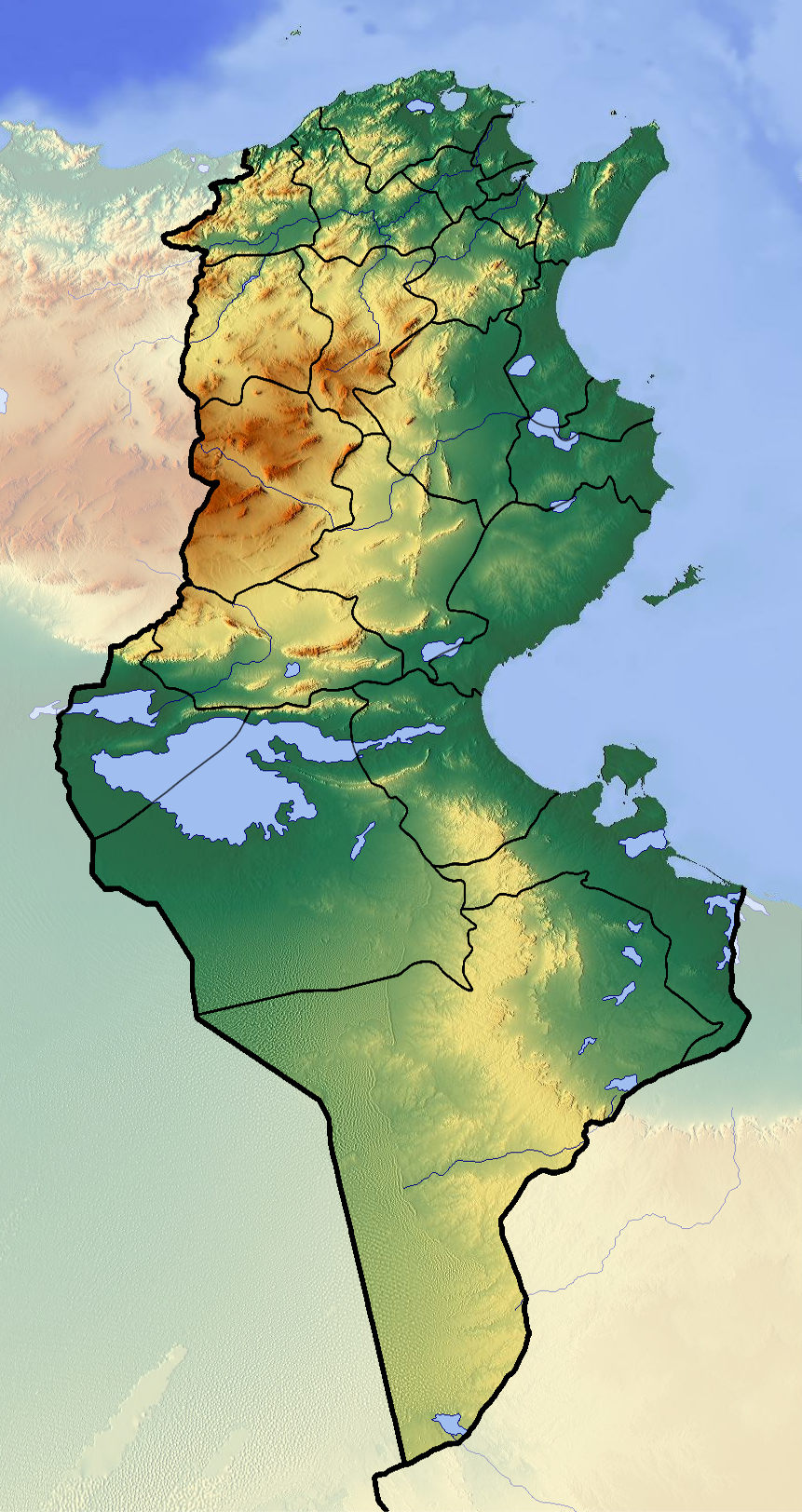
Рельєф Тунісу
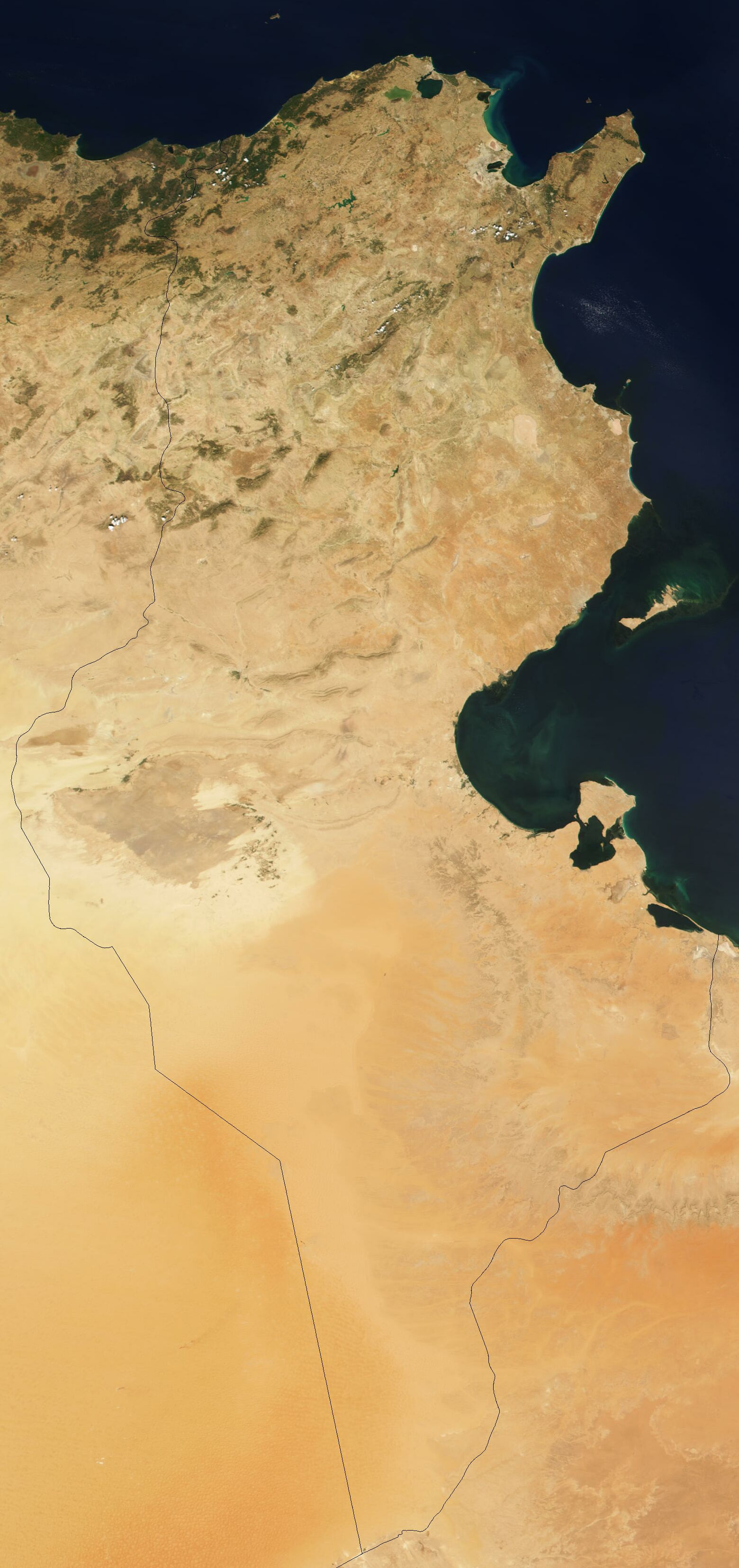
Супутниковий знімок поверхні країни
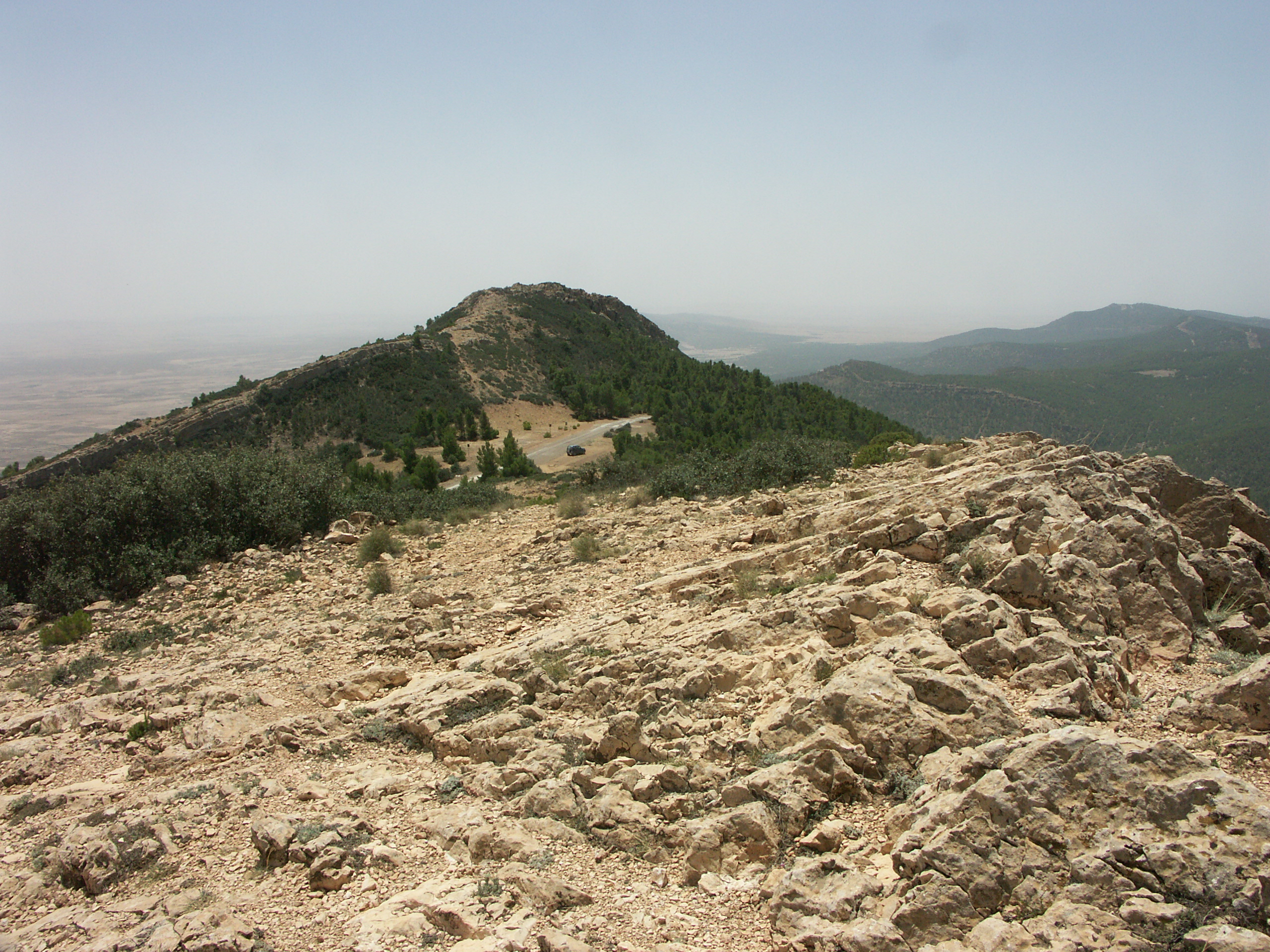
Шамбі
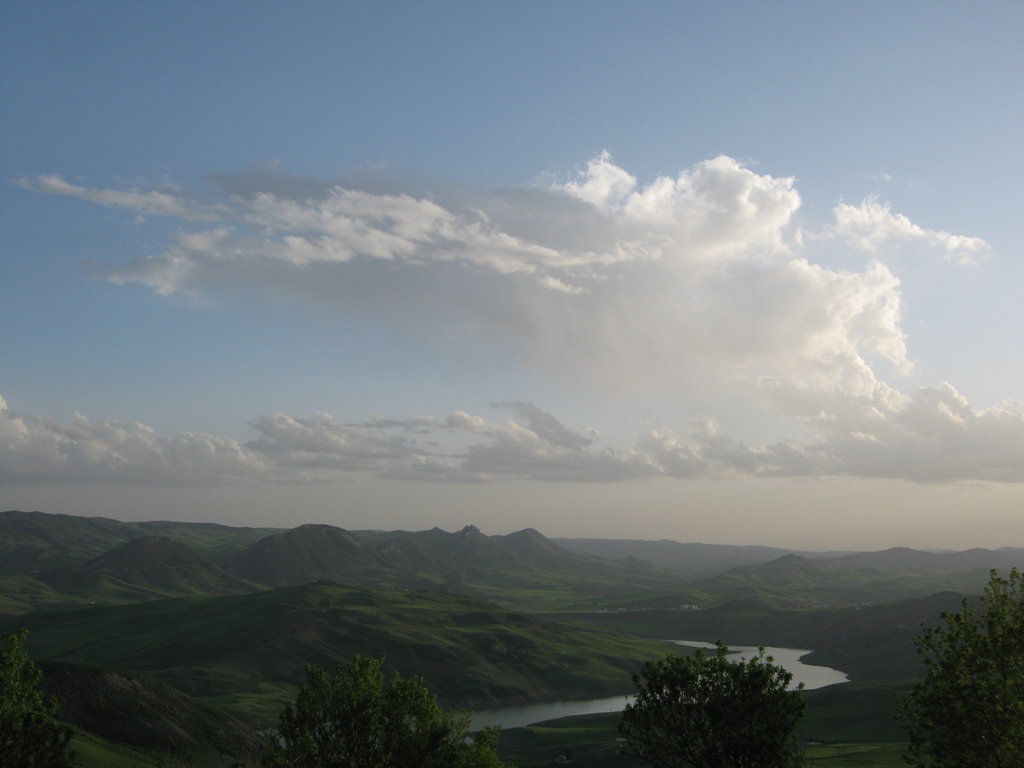
Атлас
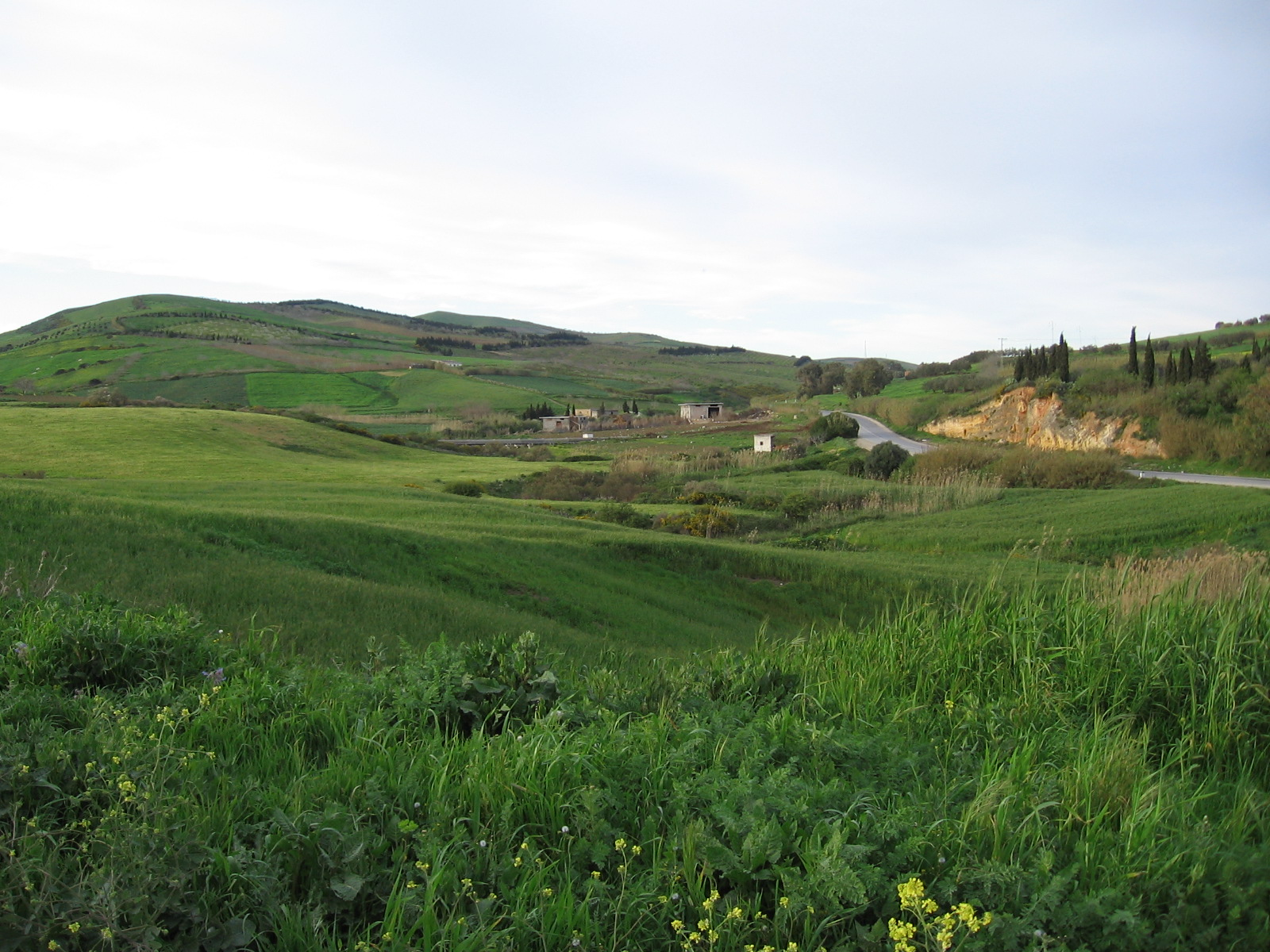
Рівнина на півночі

## Клімат
Більша частина території Тунісу лежить у субтропічному кліматичному поясі, південна — у тропічному. Влітку переважають тропічні повітряні маси з ясною тихою антициклонічною погодою, взимку — помірні з похмурою дощовою досить вітряною циклонічною. Значні сезонні амплітуди температури повітря і розподілу атмосферних опадів, можливе випадіння снігу. На півдні в пустелі спекотна посушлива погода з великими добовими амплітудами температури. Переважають східні пасатні вітри.

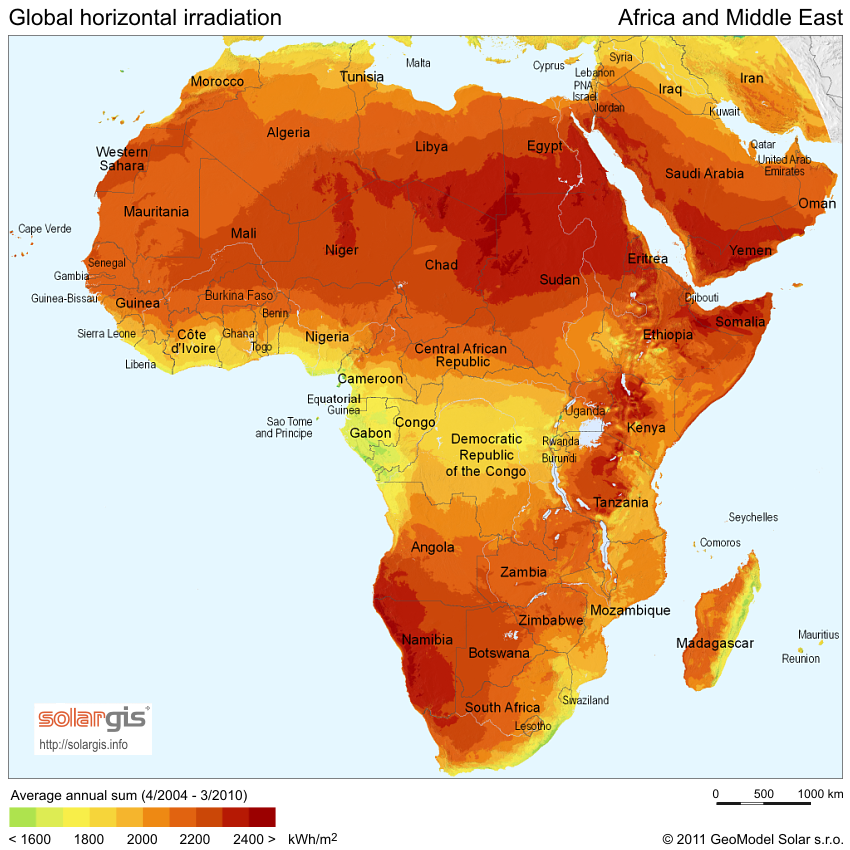
Сонячна радіація (англ.)
Кліматична карта Тунісу (за Кеппеном)

Туніс є членом Всесвітньої метеорологічної організації (WMO), в країні ведуться систематичні спостереження за погодою.

## Внутрішні води

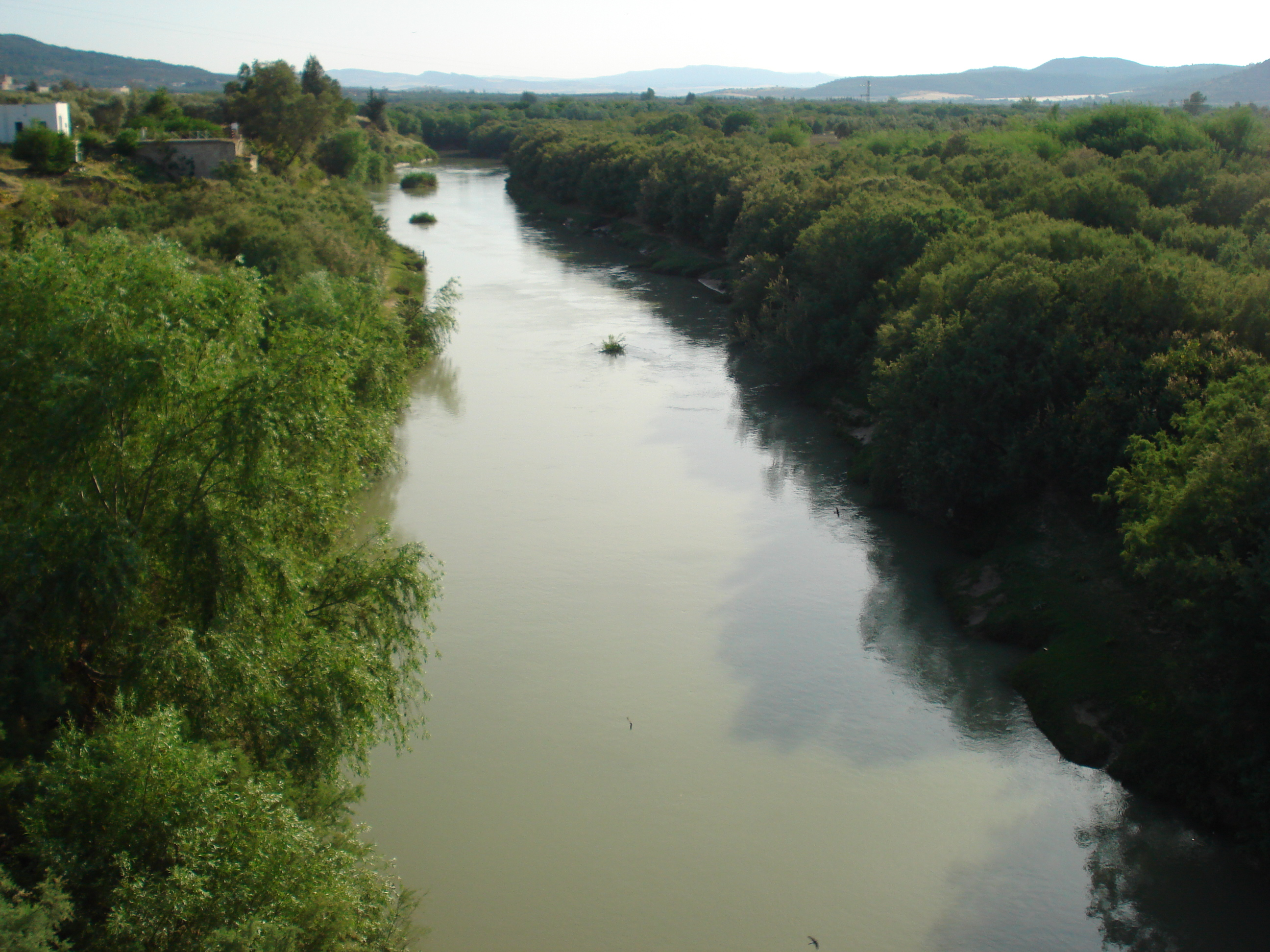
Річка Меджерда
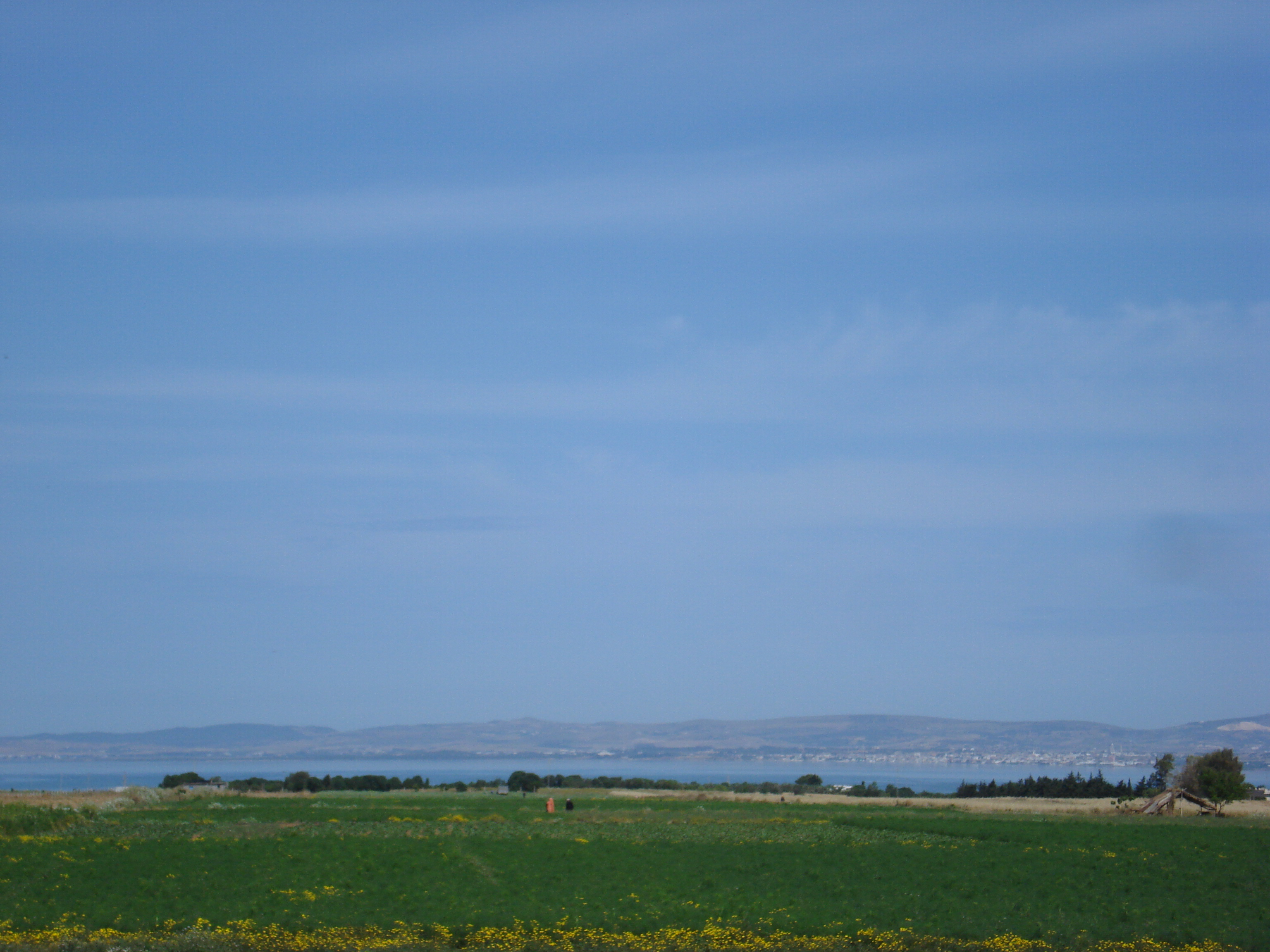
Лагуна Бізерта
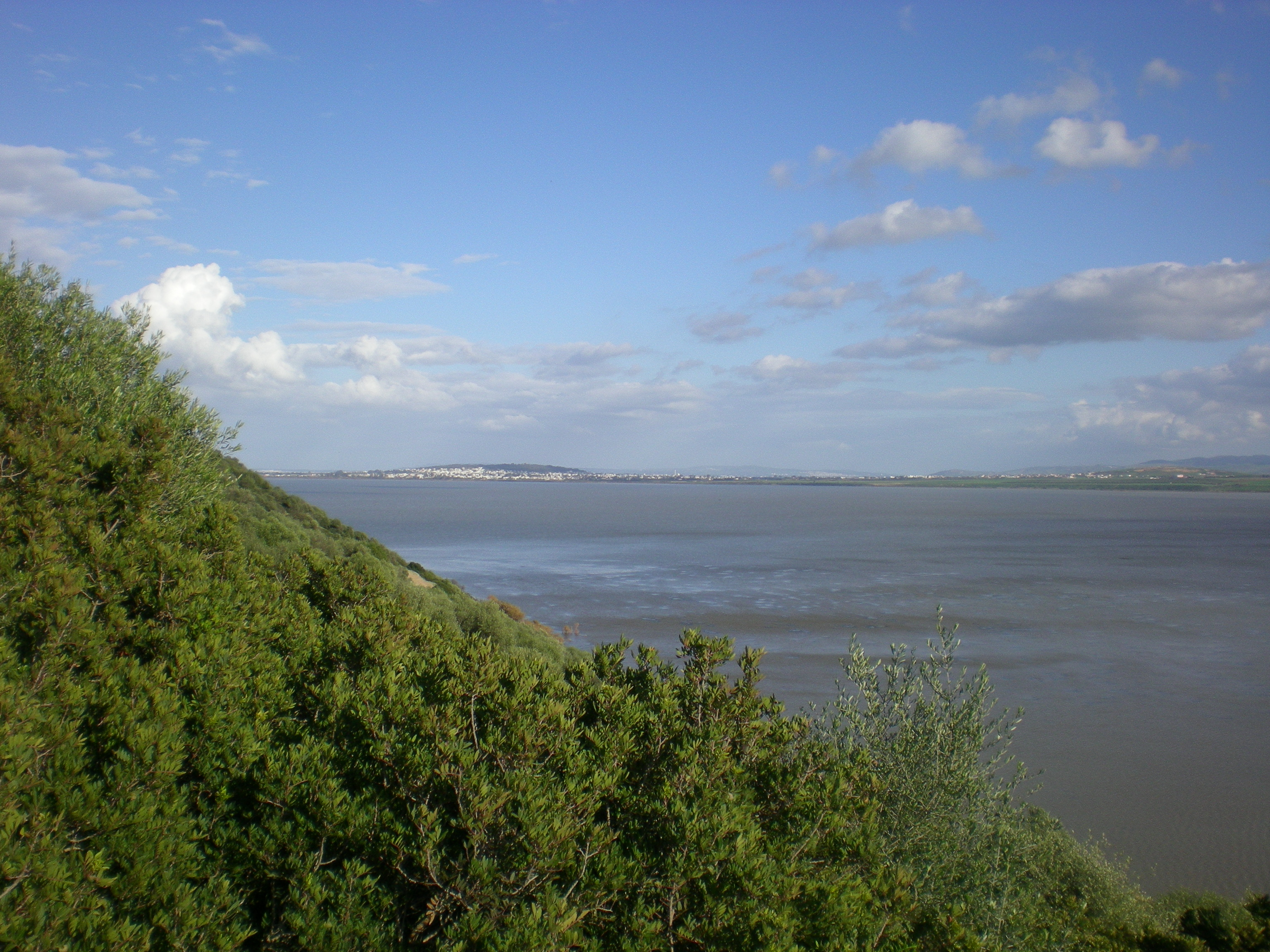
Озеро Ішкель
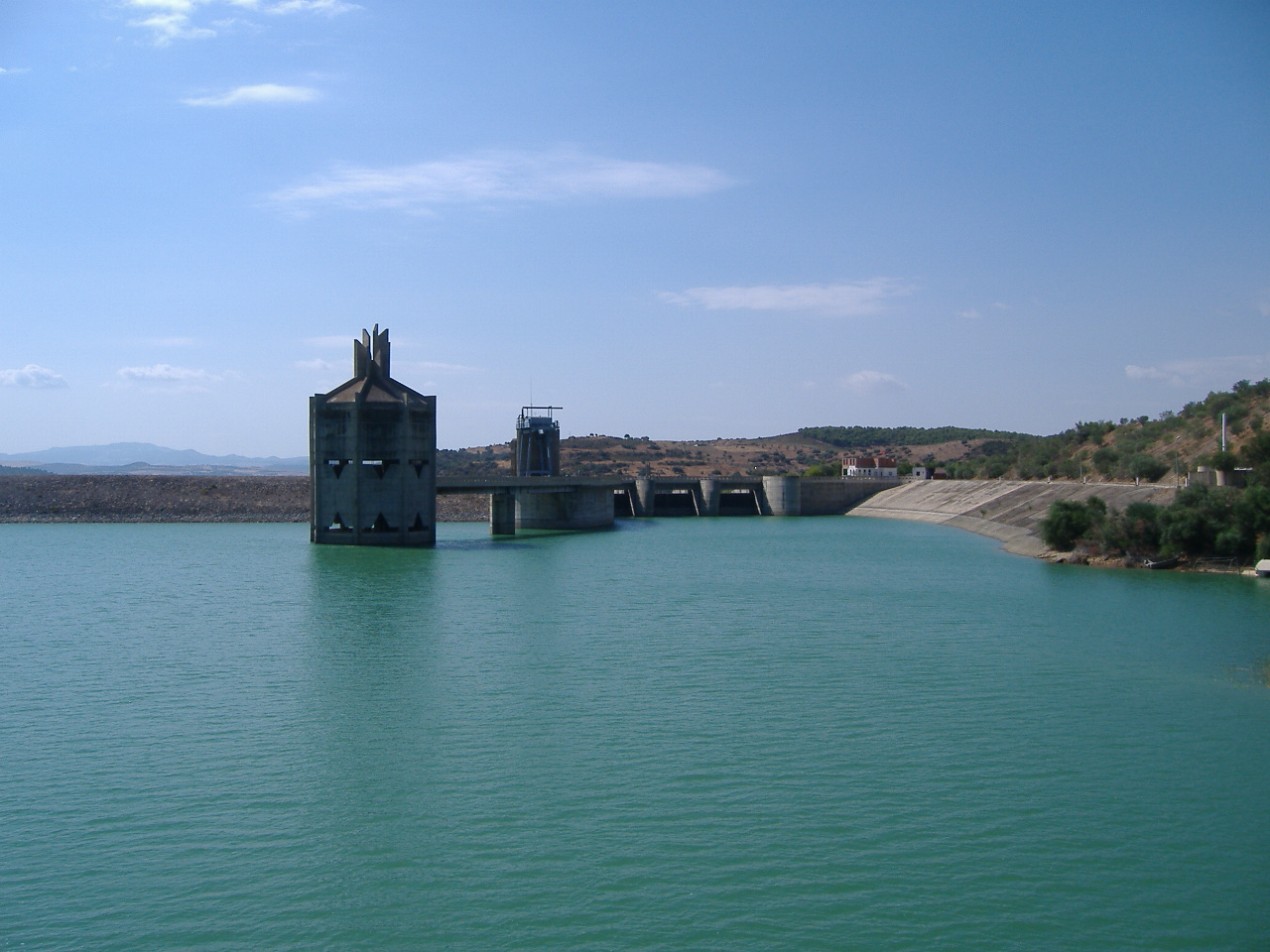
Водосховище Сіді-Салем
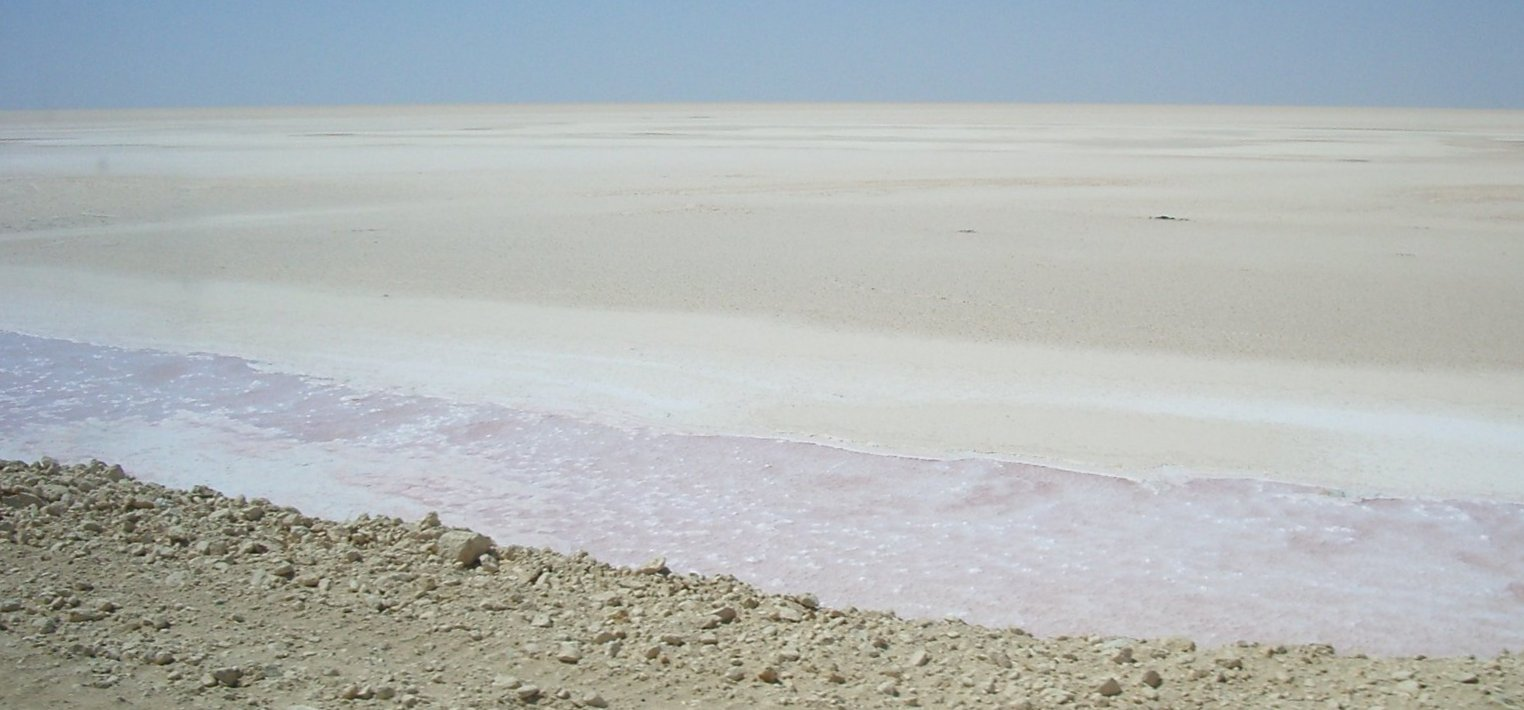
Шотт-ель-Джерид

### Річки
Річки і тимчасові потоки (ваді) країни належать басейну Середземного моря Атлантичного океану. Більша частина території країни відноситься до безстічних областей пустелі Сахара.

## Рослинність

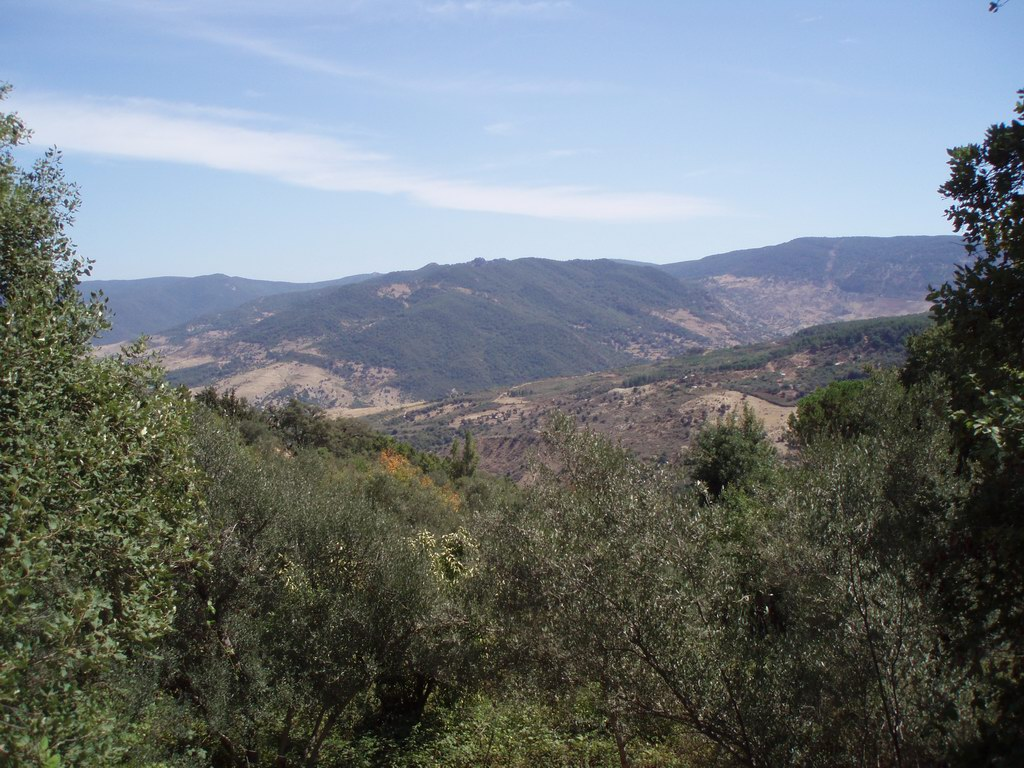
Атлас
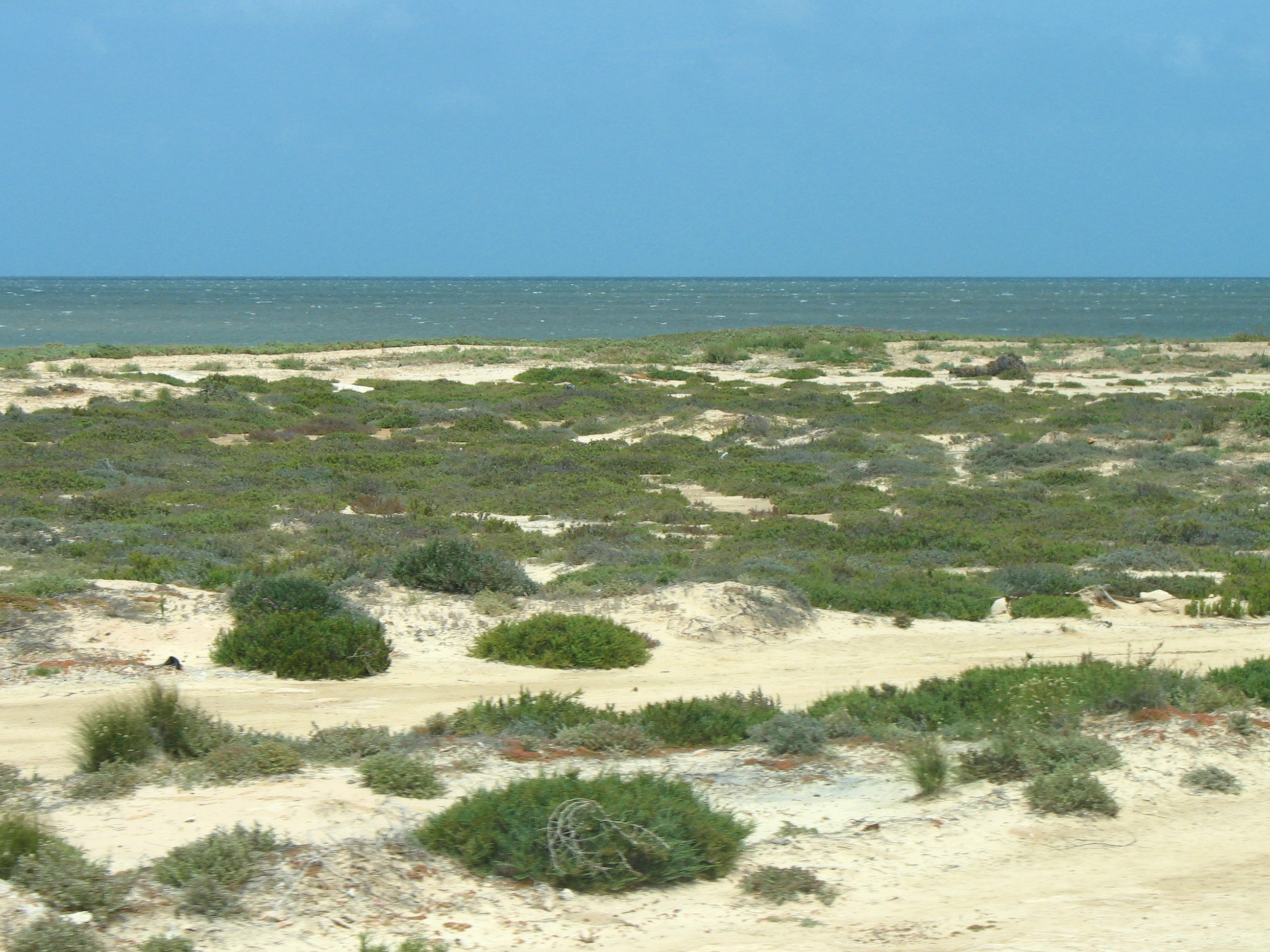
Південне узбережжя
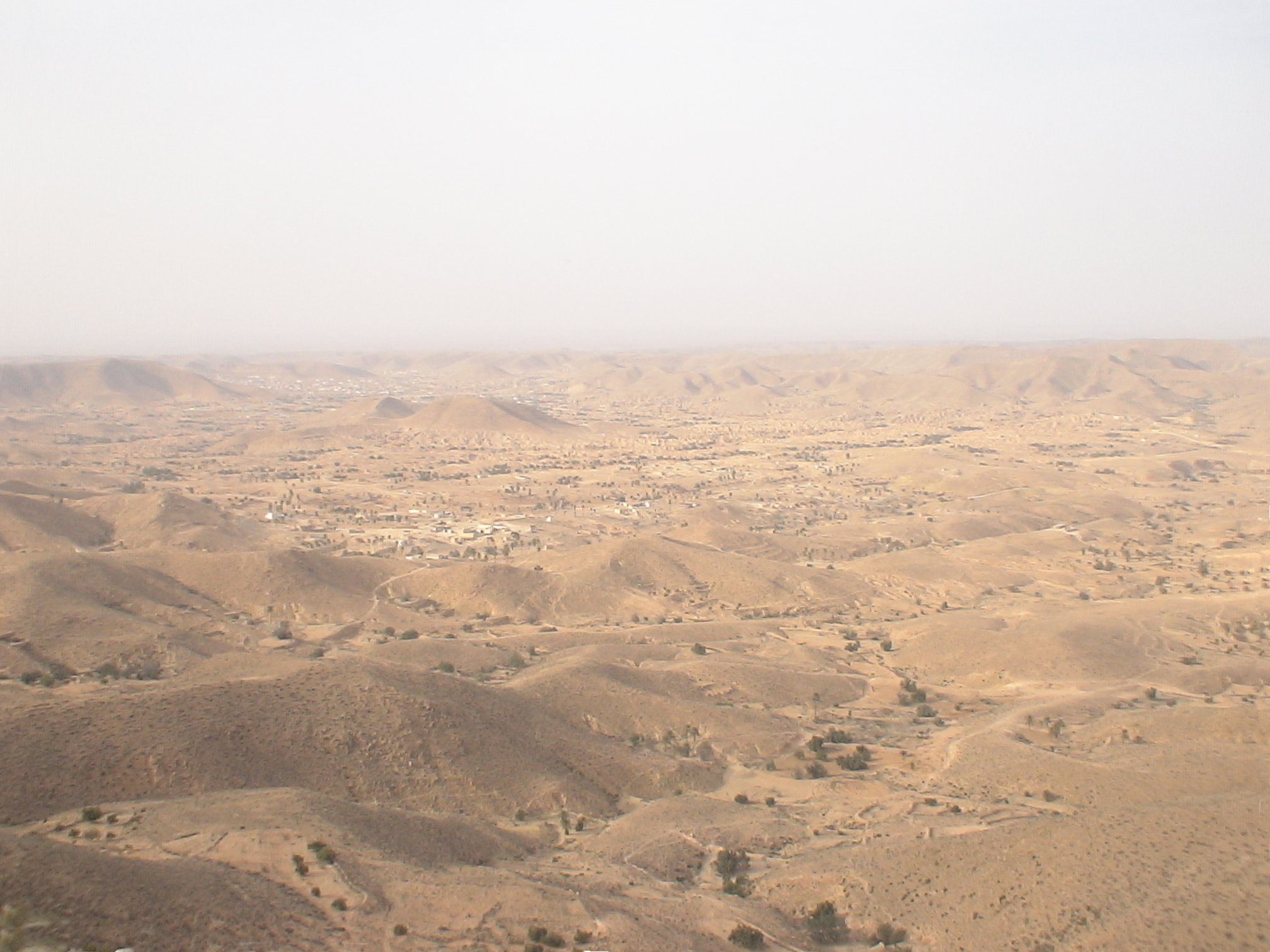
Сахара

## Тваринний світ
За зоогеографічним районуванням світу країна належить до Середземноморської підобласті Голарктичної області, середземноморське узбережжя і гори Атлас — до Середземноморської провінції, пустеля Сахара — до Сахаро-Аравійської провінції. Тому основу тваринного населення регіону становлять зональні пустельні й середземноморські угруповання тварин, а також інтразональні гірські тваринні угруповання, характерні для субтропічного і тропічного кліматичних поясів. Домінуючими в зональних угрупованнях є ксерофільні та ультраксерофільні групи та види тварин. 

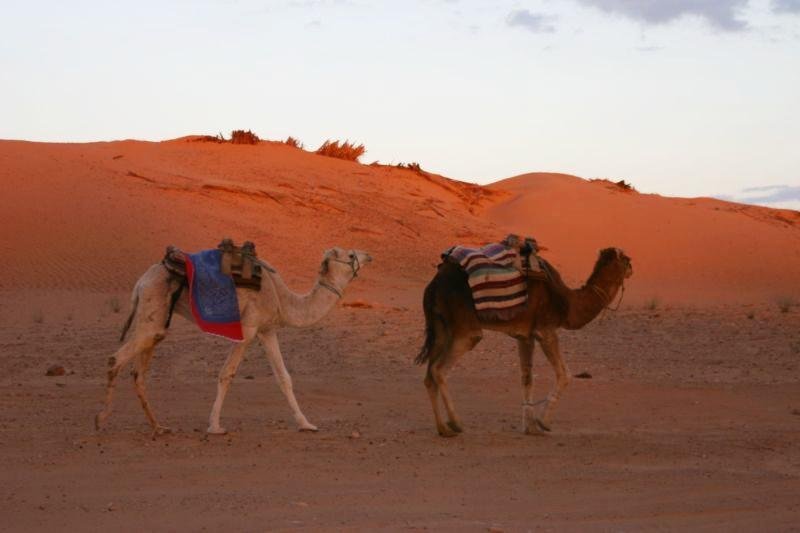
Верблюди-дромедари

## Стихійні природні явища
На території країни спостерігаються небезпечні природні явища і стихійні лиха: жаркі й посушливі південні вітри з Сахари навесні або восени; можливі пилові і піщані бурі.

## Природні ресурси

### Мінеральні ресурси
Надра Тунісу багаті на ряд корисних копалин: нафту, фосфати, залізну руду, свинець, цинк, кам'яну сіль.

### Водні ресурси
Загальні запаси відновлюваних водних ресурсів (ґрунтові і поверхневі прісні води) становлять 4,6 км³. Станом на 2012 рік в країні налічувалось 4,59 тис. км² зрошуваних земель.

### Земельні ресурси
Земельні ресурси Тунісу (оцінка 2011 року):
- придатні для сільськогосподарського обробітку землі — 64,8 %,
  - орні землі — 18,3 %,
  - багаторічні насадження — 15,4 %,
  - землі, що постійно використовуються під пасовища — 31,1 %;
- землі, зайняті лісами і чагарниками — 6,6 %;
- інше — 28,6 %[1].

## Охорона природи
Серед екологічних проблем варто відзначити:
- токсичні відходи;
- забруднення вод побутовими стоками;
- обмежені ресурси природних джерел питної води;
- знеліснення;
- перевипасання;
- ерозію ґрунтів;
- спустелювання.

Туніс є учасником ряду міжнародних угод з охорони навколишнього середовища:
- Конвенції про біологічне різноманіття (CBD),
- Рамкової конвенції ООН про зміну клімату (UNFCCC),
- Кіотського протоколу до Рамкової конвенції,
- Конвенції ООН про боротьбу з опустелюванням (UNCCD),
- Конвенції про міжнародну торгівлю видами дикої фауни і флори, що перебувають під загрозою зникнення (CITES),
- Конвенції про заборону військового впливу на природне середовище (ENMOD),
- Базельської конвенції протидії транскордонному переміщенню небезпечних відходів,
- Конвенції з міжнародного морського права,
- Лондонської конвенції про запобігання забрудненню моря скиданням відходів,
- Монреальського протоколу з охорони озонового шару,
- Міжнародної конвенції запобігання забрудненню з суден (MARPOL),
- Рамсарської конвенції із захисту водно-болотних угідь[17].

Урядом країни підписані, але не ратифіковані міжнародні угоди щодо: Конвенції з охорони морських живих ресурсів.

## Фізико-географічне районування
У фізико-географічному відношенні територію Тунісу можна розділити на _ райони, що відрізняються один від одного рельєфом, кліматом, рослинним покривом: .

### Українською
- Атлас світу / голов. ред. І. С. Руденко ; зав. ред. В. В. Радченко ; відп. ред. О. В. Вакуленко. — К. : ДНВП «Картографія», 2005. — 336 с. — ISBN 9666315467.
- Атлас. 7 клас. Географія материків і океанів / Укладачі О. Я. Скуратович, Н. І. Чанцева. — К. : ДНВП «Картографія», 2014.
- Барановська О. В. Фізична географія материків і океанів : навч. посіб. для студентів ВНЗ : [у 2 ч.]. — Н. : Ніжинський державний університет ім. Миколи Гоголя, 2013. — 306 с. — ISBN 978-617-527-106-3.
- Бєлозоров С. Т. Африка : фізико-географічний нарис. — вид. 2-ге, перероб. і доп. — К. : Радянська школа, 1957. — 232 с.
- Гілецький Й. Р. Природні ресурси світу : Навч. посібник. — Львів : Світ, 2004. — 304 с. — ISBN 966-603-307-0
- Заставецький Ю. С. Регіональна фізична географія світу : Навч. посібник. — Львів : Світ, 2000. — 480 с.
- Туніс // Гірничий енциклопедичний словник : [у 3-х тт.] / за ред. В. С. Білецького. — Д. : Східний видавничий дім, 2004. — Т. 3. — 752 с. — ISBN 966-7804-78-X.
- Костів Л. Я. Фізична географія материків і океанів. Африка : навч.-метод. посібник. — Л. : Видавничий центр ЛНУ імені Івана Франка, 2017. — 184 с. — ISBN 978-617-10-0374-3.
- Кукурудза С. І. Біогеографія : Підручник. — Львів : Вид-во ЛГУ ім. Івана Франка, 2006 — 504 с. — ISBN 966-613-502-7
- Палієнко В. І., Шищенко П. Г., Бойко В. М. Фізична географія світу : Навч. посібник. — К. : КНУ ім.  Т. Шевченка, 2016. — 246 с. — ISBN 978-966-439-918-1
- Панасенко Б. Д. Фізична географія материків : навч. посіб. : в 2 ч. — В. : ЕкоБізнесЦентр, 1999. — 200 с.
- Пузанов І. І. Зоогеографія : Підручник. — Київ—Львів : Рад. школа, 1949. — 504 с.
- Фізична географія материків та океанів : Підручник у 2-х т. / Ред. П. Г. Шищенко. — К. : Київський університет, 2020. — Т. 2. Африка, Америка, Австралія, Антарктида, Океани. — 470 с. — ISBN 978-966-439-989-8
- Юрківський В. М. Регіональна економічна і соціальна географія. Зарубіжні країни: Підручник. — 2-ге. — К. : Либідь, 2001. — 416 с. — ISBN 966-06-0092-5.

### Англійською
- (англ.) Graham Bateman. The Encyclopedia of World Geography. — Andromeda, 2002. — 288 с. — ISBN 1871869587.

### Російською
- (рос.) Авакян А. Б., Салтанкин В. П., Шарапов В. А. Водохранилища. — М. : Мысль, 1987. — 326 с. — (Природа мира)
- (рос.) Алисов Б. П., Берлин И. А., Михель В. М. Курс климатологии [в 3-х тт.] / под. ред. Е. С. Рубинштейна. — Л. : Гидрометиздат, 1954. — Т. 3. Климаты земного шара. — 320 с.
- (рос.) Апродов В. А. Вулканы. — М. : Мысль, 1982. — 368 с. — (Природа мира)
- (рос.) Апродов В. А. Зоны землетрясений. — М. : Мысль, 2010. — 462 с. — (Природа мира) — ISBN 978-5-244-01122-7.
- (рос.) Тунис // Африка: энциклопедический справочник [в 2-х тт.] / гл. ред. А. А. Громыко. — М. : Советская энциклопедия, 1986. — Т. 2. К-Я. — 671 с.
- (рос.) Бабаев А. Г., Зонн И. С., Дроздов Н. Н., Фрейкин З. Г. Пустыни. — М.  : Мысль, 1986. — 320 с. — (Природа мира)
- (рос.) Браун Л. Африка. — М. : Прогресс, 1976. — 288 с. — (Континенты, на которых мы живем)
- (рос.) Букштынов А. Д., Грошев Б. И., Крылов Г. В. Леса. — М. : Мысль, 1981. — 316 с. — (Природа мира)
- (рос.) Власова Т. В. Физическая география материков. С прилегающими частями океанов. Южная Америка, Африка, Австралия и Океания, Антарктида. — 4-е, перераб. — М. : Просвещение, 1986. — 269 с.
- (рос.) Гвоздецкий Н. А., Голубчиков Ю. Н. Горы. — М. : Мысль, 1987. — 400 с. — (Природа мира)
- (рос.) Гвоздецкий Н. А. Карст. — М. : Мысль, 1981. — 214 с. — (Природа мира)
- (рос.) Географический энциклопедический словарь: географические названия / под. ред. А. Ф. Трёшникова. — 2-е изд., доп. — М. : Советская энциклопедия, 1989. — 585 с. — ISBN 5-85270-057-6.
- (рос.) Дроздов Н. Н., Мяло Е. Г. Биогеография мира : Учебник. — М. : Высшая школа, 1985. — 272 с.
- (рос.) Исаченко А. Г., Шляпников А. А. Ландшафты. — М. : Мысль, 1989. — 504 с. — (Природа мира) — ISBN 5-244-00177-9.
- (рос.) Каплин П. А., Леонтьев О. К., Лукьянова С. А., Никифоров Л. Г. Берега. — М. : Мысль, 1991. — 480 с. — (Природа мира) — ISBN 5-244-00449-2.
- (рос.) Словарь современных географических названий / под общей редакцией акад. В. М. Котлякова. — Екатеринбург : У-Фактория, 2006.
- (рос.) Литвин В. М., Лымарев В. И. Острова. — М. : Мысль, 2010. — 288 с. — (Природа мира) — ISBN 978-5-244-01129-6.
- (рос.) Лобова Е. В., Хабаров А. В. Почвы. — М. : Мысль, 1983. — 304 с. — (Природа мира)
- (рос.) Максаковский В. П. Географическая картина мира. Книга I: Общая характеристика мира. — М. : Дрофа, 2008. — 495 с. — ISBN 978-5-358-05275-8.
- (рос.) Максаковский В. П. Географическая картина мира. Книга II: Региональная характеристика мира. — М. : Дрофа, 2009. — 480 с. — ISBN 978-5-358-06280-1.
- (рос.) Поспелов Е. М. Географические названия мира: Топонимический словарь. — М. : АСТ, 2005.
- (рос.) Тунис // Страны Африки. Политико-экономический справочник / ред. В. Солодовников, В. Румянцев. — М. : Издательство политической литературы, 1969. — 318 с.
- (рос.) Физико-географический атлас мира. — М. : Академия наук СССР и Главное управление геодезии и картографии ГУГК СССР, 1964. — 298 с.
- (рос.) Энциклопедия стран мира / глав. ред. Н. А. Симония. — М. : НПО «Экономика» РАН, отделение общественных наук, 2004. — 1319 с. — ISBN 5-282-02318-0.